# Balingbing
Balingbing is een bestuurslaag in het regentschap Subang van de provincie West-Java, Indonesië. Balingbing telt 5005 inwoners (volkstelling 2010).